# Martes zibellina yeniseensis
Martes zibellina yeniseensis es una subespecie de  mamíferos carnívoros  de la familia Mustelidae,  subfamilia Mustelinae.

## Distribución geográfica
Se encuentra en Eurasia.